# Dzielec (wieś)
Dzielec – wieś w Polsce położona w województwie podkarpackim, w powiecie jasielskim, w gminie Dębowiec.
Wierni Kościoła rzymskokatolickiego należą do parafii Świętego Michała Archanioła w Cieklinie.
Nazwa Dzielec pochodzi od ukształtowania topograficznego wioski. Położony jest w dolinie strumienia Bednarka. Od strony południowej Dzielec graniczy z Cieklinem i Bednarką, od strony wschodniej z Duląbką i Radością oraz Pagórkiem ze strony północnej. W przeszłości wioska Dzielec posiadała tych samych właścicieli co Cieklin.
W centrum miejscowości znajduje się kapliczka poświęcona Najświętszemu Sercu Jezusowemu, zbudowana z kamienia. Na cokole znajduje się napis: 1897 r. Obecnie otynkowana i pobielona. Nad kapliczką, w formie baldachimu na czterech drewnianych słupach, wzniesiono w niedługim czasie wieżyczkę, nakrytą czterospadowym dachem. W wieżyczce znajduje się niewielki dzwon. Biciem dzwonu informowano mieszkańców o niezwykłym lub nagłym wydarzeniu (pożar, zgon, modlitwa Anioł Pański). Każdy z mieszkańców miał wyznaczony dzień dzwonienia.
Cmentarz choleryczny w Dzielcu pochodzi z 1873 roku z pojedynczym krzyżem, umiejscowiony w pobliżu strumienia Bednarka. Według relacji najstarszych mieszkańców, w wiosce Dzielec znajdowały się stawy i tartak wodny. Pozostałością po stawach jest charakterystyczny, płaski teren, sztuczny kanał wodny i wał ziemny, ciągnący się od głównej drogi aż do brzegów strumienia Bednarka.
W Dzielcu znajduje się budynek starej szkoły podstawowej, zamkniętej w czerwcu 2001 roku. Pierwsze lekcje odbyły się w roku szkolnym 1911/12. Posadę nauczyciela objął absolwent kolegium nauczycielskiego w Krakowie Stanisław August Januszewski.
W latach 1975–1998 miejscowość administracyjnie należała do województwa krośnieńskiego.